# Sign of Love
Sign of Love (恋＊音, Koi*Oto) est un shōjo manga de Maki Usami. Il a été prépublié dans le magazine Betsucomi puis publié en cinq tomes par l'éditeur Shōgakukan entre décembre 2007 et avril 2009. La version française est publiée par Soleil Manga entre octobre 2009 et juin 2010.

## Synopsis
Pendant l’été dernier, Ichigo part au bord de mer pour travailler dans la boutique de sa grand-mère. Durant une promenade nocturne, elle rencontre Koki, un garçon de son âge qui semble chercher quelque chose dans l’eau. Elle fait aussi par la suite la connaissance de son cousin, Taiga. Ce dernier semble très protecteur avec son parent et lui interdit de sortir seul le soir. Mais Koki n’y prête pas attention et regarde avec Ichigo les étoiles filantes. Ensuite, un événement les unit bien plus qu’ils n’y pensaient.
À la rentrée au lycée, Ichigo découvre que Koki et Taiga sont dans le même lycée qu’elle mais ignorent la connaître...

## Personnages
Ichigo
Fille dynamique et joyeuse, ayant perdu sa mère à l'âge de 10 ans. Elle a des sentiments pour Koki. 
Koki
Mystérieux, il semble cacher un passé lourd. Il a du succès auprès des filles, et fait de son mieux pour sembler joyeux. Il a des sentiments envers Ichigo.
Taiga
Le cousin de Koki (le suivant partout), froid et protecteur, issu d'une famille aisée. Il ne semble pas apprécier la relation entre Koki et Ichigo.

## Liste des volumes
| no | Japonais         | Japonais          | Français        | Français          |
| no | Date de sortie   | ISBN              | Date de sortie  | ISBN              |
| -- | ---------------- | ----------------- | --------------- | ----------------- |
| 1  | 21 décembre 2007 | 978-4-09-131345-4 | 14 octobre 2009 | 978-2-30200-837-3 |
| 2  | 26 mai 2008      | 978-4-09-131639-4 | 2 décembre 2009 | 978-2-30200-917-2 |
| 3  | 26 novembre 2008 | 978-4-09-132149-7 | 10 février 2010 | 978-2-30201-006-2 |
| 4  | 26 février 2009  | 978-4-09-132218-0 | 26 mai 2010     | 978-2-30201-182-3 |
| 5  | 30 mai 2013      | 978-4-09-132357-6 | 24 avril 2009   | 978-2-30201-184-7 |

### Édition japonaise
Shōgakukan
1. 1 2  (ja) « Tome 1 ».
2. 1 2  (ja) « Tome 2 ».
3. 1 2  (ja) « Tome 3 ».
4. 1 2  (ja) « Tome 4 ».
5. 1 2  (ja) « Tome 5 ».

### Édition française
Soleil Manga
1. 1 2  « Tome 1 », sur manga-news.com.
2. 1 2  « Tome 2 », sur manga-news.com.
3. 1 2  « Tome 3 », sur manga-news.com.
4. 1 2  « Tome 4 », sur manga-news.com.
5. 1 2  « Tome 5 », sur manga-news.com.